# Anaspis salsolae
Anaspis salsolae là một loài bọ cánh cứng trong họ Scraptiidae. Loài này được Bogatchev miêu tả khoa học năm 1939.